# Geoffroy Delorme
Pour les articles homonymes, voir Delorme.
Geoffroy Delorme, surnommé l'homme-chevreuil, est un photographe animalier, conférencier et auteur français. Il est connu pour avoir vécu sept ans dans la forêt de Bord-Louviers, en compagnie de chevreuils. Il a publié un récit de son aventure dans le livre L'homme-chevreuil.

## Biographie
Photographe animalier normand, il témoigne avoir grandi en solitaire, suivant sa scolarité à distance et n'ayant pas eu d'amis. À partir de 11 ans, il sort de chez lui la nuit pour explorer la forêt à proximité. Il aurait ensuite vécu en forêt, en quasi permanence, de 19 à 26 ans, sans abri et se nourrissant de plantes sauvages — glands, orties, lichens, ail des ours, châtaignes... — et de carottes volées dans un potager,. Il s'installe sur un terrain forestier nommé La Crutte, en forêt de Bord-Louviers, avec l'autorisation de l'adjudicateur du terrain.
Durant son immersion en forêt, il parvient à côtoyer des chevreuils et raconte s'être lié d'amitié avec eux. Il crée des techniques de survie basées sur ce qu'il voit chez les chevreuils : cycles de sommeil nombreux et très courts, plantes sauvages pour subvenir à ses besoins. Il trouve de l'eau potable dans un cimetière. Il raconte dans son livre avoir appris aux brocards un schéma de survie contre les chasseurs et a demandé à l'adjudicateur du terrain de réduire la chasse au chevreuil sur cette zone. Il quitte finalement la vie en forêt après avoir rencontré une promeneuse, devenue par la suite sa compagne.
Il publie un premier témoignage à compte d'auteur en 2010, intitulé Dans l'intimité des chevreuils. Jean-Baptiste Bourrat, éditeur pour Les Arènes, lui propose de retravailler le texte pour le publier à grande échelle. Le livre, sorti en plein confinement, rencontre un grand succès. De nombreux médias ont salué la parution de son livre,,,, qui a été vendu à plusieurs dizaines de milliers d'exemplaires et est en cours de traduction dans de nombreuses langues en 2021,, dont l'anglais et l'allemand. 
En 2022, il dit n'avoir pas réussi à retrouver une vie « normale », se disant lent pour tout, inapte à avoir un travail et pas assez performant pour la société. Il met en garde sur le fait que la vie dans la nature n'est pas pour tout le monde car elle est un milieu hostile. 

## Controverse
Certains chercheurs, photographes animaliers et chasseurs émettent des doutes sur son témoignage, s’interrogeant sur la qualification du compte rendu de son expérience de récit ou de roman. L'adjudicateur du terrain qu'il a occupé, chasseur depuis 1976, juge « pas du tout crédible » qu'il ait pu enseigner un schéma de survie aux chevreuils tel qu'il le raconte, et un historien local qualifie son histoire de « Walt Disney ».
Hélène Verheyden et Lucie Debeffe, chercheuses à l'INRAE Occitanie-Toulouse, spécialistes du chevreuil, son écosystème et ses interactions avec l'humain, jugent son expérience « très exceptionnelle » : « [il] a réussi à s'immerger dans leur univers. Un tel homme n'est plus perçu comme un homme habituel, il n'apparaît plus comme un risque mais comme un élément de l'environnement du chevreuil ». Elles jugent anthropomorphique l'interprétation de Delorme selon laquelle il transmettait son propre stress aux chevreuils, et l'idée que leur amitié était réciproque comme il l'explique relève d'« un autre champ disciplinaire, pas scientifique ». Elles mettent en garde contre l'influence que pourrait avoir son livre en donnant envie au grand public d'approcher les chevreuils ou « sauver » des faons qui sembleraient abandonnés. 
Plusieurs photographes mettent en doute l'une des photographies utilisées pour la promotion de l'ouvrage, où on voit Delorme côte à côte avec un chevreuil et posant son bras sur lui, qui semble retouchée — son éditeur, Jean-Baptiste Bourrat, explique qu'elle a été retouchée car elle manquait de lumière. Il n'y a que très peu de traces de son expérience (photographies, vidéos, témoins…). Quelques photographies le montrent à une dizaine de mètres des chevreuils.
Delorme assure que rien n'a été inventé, que « des interprétations malsaines peuvent conduire à des regards différents », notamment chez les scientifiques qui « n'ont pas vécu avec les chevreuils ».

## Publications
- L’Homme-chevreuil, Les Arènes, 2021, 256 p.
- L'Homme-chevreuil - édition illustrée, Les Arènes, 2021, 240 p.

## Média
- Il a été invité par la fondation Jane Goodall et la fondation Good planet pour intervenir dans le cadre de l'évènement « Le réveil des forces sauvages », les 16 et 17 octobre 2021[15],[16].
- Il participe à l'émission Aux arbres citoyens, prime-time imaginé par Cyril Dion et diffusé sur France 2 en novembre 2022, qui permet de récolter 1,8 million d'euros de dons, pour la lutte contre le dérèglement climatique et le maintien de la biodiversité[17],[18].